# Seeing Things
«Seeing Things» es el segundo episodio de la primera temporada de la serie de televisión de antología estadounidense de drama criminal True Detective. El episodio fue escrito por el creador de la serie Nic Pizzolatto y dirigido por el productor ejecutivo Cary Joji Fukunaga. Se transmitió por primera vez en HBO en Estados Unidos el 19 de enero de 2014.
La temporada se centra en los detectives de homicidios de la Policía Estatal de Luisiana Rustin "Rust" Cohle (Matthew McConaughey) y Martin "Marty" Hart (Woody Harrelson), quienes investigan el asesinato de la trabajadora sexual Dora Lange en 1995. Diecisiete años después, deben revisar la investigación, junto con varios otros crímenes sin resolver. En este episodio, Cohle y Hart continúan su investigación, que ahora se extiende a su estancia en una iglesia y un burdel. Se revela que Cohle trabajó como policía encubierto en el pasado, mientras que Hart reveló que había estado engañando a su esposa.
De acuerdo con Nielsen Media Research, el episodio fue visto por aproximadamente 1,67 millones de espectadores domésticos y obtuvo una participación de rating de 0,7 entre los adultos de 18 a 49 años. El episodio recibió elogios de la crítica, que elogió las actuaciones, la dirección, el ritmo y la cinematografía.

## Trama

### 2012
Rust (Matthew McConaughey) les cuenta a Gilbough (Michael Potts) y Papania (Tory Kittles) más sobre su historia: sus relaciones, la muerte de su hija y su período de cuatro años como policía encubierto en una zona de tráfico de drogas de alta intensidad.
Después de sobrevivir por poco a un tiroteo mientras estaba encubierto, a Rust le ofrecieron una pensión. En cambio, pidió que lo asignaran al área de homicidios y terminó en la Policía Estatal de Luisiana. Debido al intenso consumo de drogas durante sus días encubierto, Rust admite que solía tener alucinaciones con regularidad.
En un interrogatorio aparte, Marty (Woody Harrelson) comenta que, si bien es difícil trabajar con Rust, es muy eficaz en su trabajo. Se revela que Marty y Maggie se divorciaron.

### 1995
Rust y Marty interrogan a la madre de Dora Lange (Tess Harper), quien dice que Dora había asistido regularmente a la iglesia antes de su muerte. Una amiga de Dora corrobora esto y señala también que Dora parecía bajo la influencia de sustancias la última vez que la vio. Ella dice que Dora había estado viviendo en un lugar llamado Ranch.
Más tarde esa noche, Marty visita a Lisa Tragnetti (Alexandra Daddario), una mujer con la que tiene una aventura. Tienen relaciones sexuales y Marty expresa celos cuando Lisa habla de tener citas con otros hombres. En otra parte, mientras compra metacualona a una trabajadora sexual, a Rust le hablan de un burdel llamado Ranch.
A la mañana siguiente, las tensiones aumentan entre el dúo cuando Rust le insinúa a Marty que sabe que está teniendo una aventura.
El dúo decide localizar el lugar. Rust ataca a dos hombres para obtener la dirección del rancho, impresionando a Marty. En Ranch interrogan a Beth (Lili Simmons), quien les entrega el bolso de Dora, en el que encuentran un diario que menciona "El Rey Amarillo en Carcosa". Marty se enfrenta a la señora del burdel, Jan (Andrea Frankle), por emplear a Beth, que es menor de edad. Jan le dice que sólo se siente incómoda con que las chicas tengan relaciones sexuales porque eso significa que son dueñas de su sexualidad.
A instancias del influyente reverendo Billy Lee Tuttle, se crea un nuevo grupo de trabajo policial para investigar crímenes aparentemente relacionados con lo oculto. El grupo de trabajo se dispone a hacerse cargo del caso del asesinato de Dora Lange. Marty convence a su jefe durante dos semanas más para resolver el caso.
Marty y Rust encuentran la antigua iglesia de Dora, cuyo edificio había sido destruido en un incendio. Mientras lo inspeccionan, encuentran un dibujo de una mujer con una corona de asta, colocado en una posición similar al cuerpo de Dora.

## Producción

### Desarrollo
En enero de 2014, el título del episodio se reveló como "Seeing Things" y se anunció que el creador de la serie Nic Pizzolatto había escrito el episodio mientras que el productor ejecutivo Cary Joji Fukunaga lo había dirigido. Este fue el segundo crédito de escritura de Pizzolatto y el segundo crédito de dirección de Fukunaga.

## Recepción

### Audiencia
El episodio fue visto por 1,67 millones de espectadores, obteniendo un 0,7 en la clasificación demográfica de 18 a 49 años en la escala de clasificación de Nielson. Esto significa que el 0,7 por ciento de todos los hogares con televisores vieron el episodio. Esto representó una disminución del 29 % con respecto al episodio anterior, que fue visto por 2,33 millones de espectadores con un 1,0 en el grupo demográfico de 18 a 49 años.

### Reseñas críticas
"Seeing Things" recibió elogios de la crítica. Jim Vejvoda de IGN le dio al episodio un "sorprendente" 9 sobre 10 y escribió en su veredicto: "A medida que comenzamos a aprender más sobre lo que hace que Marty y Rust funcionen como personas, también nos sumergimos más profundamente en un pantano existencial. True Detective puede no ser el programa para sentirte bien de 2014, pero seguro que es excelente para hacerte querer caer en esta madriguera de conejo particularmente sombría".
Erik Adams de The AV Club le dio al episodio una calificación de "B+" y escribió: "La historia de la televisión está llena de personajes que desempeñan el mismo trabajo que Marty y Rust; la historia más reciente del medio está llena de hombres que se comportan como Marty. Pero, lo que pasa hacer que la programación de True Detective sea excepcional es la forma en que el programa no se complace con sus máscaras o disfraces, sino que va directo al punto de representar a los animales que hay dentro".  Britt Hayes de Screen Crush escribió: "Queda bastante claro en 'Seeing Things' que Woody Harrelson y Matthew McConaughey realmente están jugando a escribir, pero son muy buenos en eso". 
Alan Sepinwall de HitFix escribió: "Entonces, aunque se lograron algunos avances en el caso, ya que la iglesia en ruinas tiene una pintura de asta de aspecto familiar en una de las paredes sobrevivientes, lo que más hemos investigado aquí son estos dos hombres, uno de los cuales afirma tener todas las respuestas pero en realidad no entiende casi nada sobre sí mismo y su entorno, el otro entiende demasiado bien y, por lo tanto, ha renunciado a cuál de ellos le gustaría ser. Parece atractivo en este momento, incluso cuando True Detective en sí solo se vuelve más fascinante en esta segunda entrega".  Gwilym Mumford de The Guardian escribió: "Este episodio preocupa la masculinidad y las formas en que los hombres buscan controlar el mundo que los rodea, pero todavía no hay señales de un sospechoso".
Kenny Herzog de Vulture le dio al episodio una calificación perfecta de 5 estrellas sobre 5 y escribió: "Aunque fuera de la taza Big Hug de Cohle en la entrevista del caso del 2012 y su forma de degradar a medias las posibles fuentes de la muerte de Dora, junto con aludió- para almacenar las peleas de oficina, True Detective ya se ha despojado de casi cualquier rastro de cómico negro. De hecho, aparte de las visiones del cielo con napalm que Cohle encuentra en el camino hacia las pistas sobre el caso de Dora Lange, 'Seeing Things' está tan carbonizado como el quemado First Revival Church. Pero a medida que nos acercamos al capítulo tres del ocho, hay más cosas que nos gustan en su atracción cada vez más oscura".  Tony Sokol de Den of Geek le dio al episodio una calificación perfecta de 5 estrellas sobre 5 y escribió: "Al final, Marty se entera de que los nuevos detectives, los que se encargan del asunto ahora, en 2014, no el grupo de trabajo que investiga a los animales. mutilaciones, están en algo nuevo Una vez más, no hay tonterías ni tonterías en True Detective de HBO. Incluso los flashbacks de Rust Cohle se manejan de manera realista. Él puede decir qué es real y qué no, ya sea por residuos de drogas, idiotas del círculo político o satánico. Garabatos en iglesias abandonadas, a veces parece como si estuviera plasmando las verdades secretas del universo". 
Chris O'Hara de TV Fanatic le dio al episodio una calificación perfecta de 5 estrellas sobre 5 y escribió: "Con la segunda entrega del libro, puedo decir con confianza que creo que tenemos un ganador en nuestras manos. El programa me recuerda más de The Killing que cualquier otra cosa, y eso es algo bueno en mi opinión. No es el primer drama criminal y no será el último, pero creo que la combinación de Harrelson y McConaughey diferenciará a True Detective del resto".  Shane Ryan de Paste le dio al episodio un 9,8 sobre 10 y escribió: "Es difícil saber por dónde empezar aquí, porque estoy entusiasmado con este programa de una manera que no ha sucedido desde... ¿cuándo? ¿TheWire ? Pero The Wire es organizado, clínico y completamente diferente, iluminando zonas de placer no relacionadas y sin salida al mar del superyó, por lo que la comparación no tiene sentido. Pasiones diferentes, planeta completamente diferente. Esto, este True Detective, es una oferta de un magnitud separada, algo brillante e inteligente pero en última instancia turbio, en última instancia del ello". 